# 斜線制限
斜線制限（しゃせんせいげん）は、建築物の各部分の高さに関する制限のひとつである。建築物を真横から見たとき、空間を斜線で切り取ったような形態に制限することから、斜線制限と呼ばれる。通風、採光等を確保し、良好な環境を保つことが目的である。

## 概要
斜線制限は、敷地の周囲にある道路、水路、隣地、河川や公園などから発生する架空の斜めの線による制限のことで、建物を設計する際には建物の高さがこれらの斜線を超えないように計画しなければならない。しばしば、マンションやオフィスビルなどの建物の道路に面した側の上方に、三角柱状に切り取られたような部分がみられるが、それは斜線制限の範囲内でできるだけ高さや容積を確保することを意識して設計した結果であることが多い。

## 日本における斜線制限
日本では、斜線制限は建築基準法第56条で定められており、制限される高さの算出方法は、用途地域などによって異なる。
道路斜線制限
- 敷地が接している前面道路の反対側の境界線から一定の勾配で示された斜線の内側が、建築物を建てられる高さの上限となる。全ての用途地域に適用される。
  - 住居系地域については、敷地が接する道路の反対側の境界線から1メートルにつき1.25メートル、その他の用途地域については1メートルにつき1.5メートル上がる斜線の内側に建築物を納めなければならない。

隣地斜線制限
- 隣地境界線上から一定の高さを基準とし、そこから一定の勾配で示された斜線の内側が、建築物を建てられる高さの上限となる。
  - 第一種低層住居専用地域、第二種低層住居専用地域、田園住居地域では、絶対高さの制限が設けられているため、隣地斜線制限の適用がない。
  - 第一種低層住居専用地域、第二種低層住居専用地域、田園住居地域を除く住居系地域では、隣地境界線上20メートルの高さから、1メートルにつき1.25メートル、商業系、工業系地域では、隣地境界線上31メートルの高さから、1メートルにつき2.5メートル上がる斜線の内側に建築物を納めなければならない。

北側斜線制限
- 北側隣地の日照の悪化を防ぐため、建築物の北側に課せられる制限。
  - 第一種低層住居専用地域、第二種低層住居専用地域、田園住居地域では、真北の敷地境界線上5メートルの高さから1メートルにつき1.25メートル上がる斜線の内側に建築物を納めなければならない。
  - 第一種中高層住居専用地域、第二種中高層住居専用地域では、真北の敷地境界線上10メートルの高さから1メートルにつき1.25メートル上がる斜線の内側に建築物を納めなければならない。ただし、日影規制の対象地域は除く。
  - その他の用途地域には北側斜線制限の適用はない。

建築物が占める空間は、かつては斜線制限のほかに容積率や日影規制などの制限を必ず満たさなければならなかったが、2003年（平成15年）の建築基準法改正では、新たに高さ制限に天空率という概念が盛り込まれたことから、これが斜線制限に適合する建物と同等以上である場合には、例外的に斜線制限の適用を除外されることとなった。